# Ljustjärnen, Medelpad
Ljustjärnen är en sjö i Ånge kommun i Medelpad och ingår i Ljungans huvudavrinningsområde. Sjön har en area på 0,0184 kvadratkilometer och ligger 437 meter över havet. Ljustjärnen ligger i Jämtgaveln Natura 2000-område.

## Delavrinningsområde
Ljustjärnen ingår i det delavrinningsområde (695240-150323) som SMHI kallar för Utloppet av Ljustjärnen. Medelhöjden är 438 meter över havet och ytan är 0,14 kvadratkilometer. Det finns inga avrinningsområden uppströms utan avrinningsområdet är högsta punkten. Vattendraget som avvattnar avrinningsområdet har biflödesordning 4, vilket innebär att vattnet flödar genom totalt 4 vattendrag innan det når havet efter 115 kilometer. Avrinningsområdet består mestadels av skog (99 procent).